# Tredegar House Country Park
Tredegar House Country Park är en park i Storbritannien.   Den ligger i kommunen Newport och riksdelen Wales, i den södra delen av landet, 200 km väster om huvudstaden London. Tredegar House Country Park ligger 14 meter över havet.
Terrängen runt Tredegar House Country Park är platt åt sydost, men åt nordväst är den kuperad. Havet är nära Tredegar House Country Park åt sydost. Runt Tredegar House Country Park är det tätbefolkat, med 636 invånare per kvadratkilometer. Närmaste större samhälle är Newport, 3,5 km nordost om Tredegar House Country Park. Runt Tredegar House Country Park är det i huvudsak tätbebyggt.